# Tracey D’Arcy
Tracey D’Arcy (* vor 1982) ist eine Film- und Fernsehproduzentin.

## Leben
D’Arcy absolvierte die California State University, Northridge mit einem Bachelor of Science in Geschichte. In den frühen 1990er Jahren war sie in kleinen Rollen zweier Fernsehserien zu sehen. Einmal 1991 als Kathy in der Folge Nichts geht über Lachen in Doogie Howser, M.D. und ein weiteres Mal 1992 als ein Hologramm in der Folge Hochzeit mit Hindernissen der Science-Fiction-Serie Raumschiff Enterprise – Das nächste Jahrhundert. Seit 1997 ist sie als Film- bzw. Serienproduzentin aktiv. Erst als Associate Producer für Brooklyn South und dann als Koproduzentin für Roswell (in dieser Serie war sie später auch als Produzentin tätig), Geheimprojekt X – Dem Bösen auf der Spur und Las Vegas.
Im Jahr 2002 veröffentlichte sie ihren Kurzfilm Another Life mit William Sadler und Jessica Tuck in den Hauptrollen, der etliche Auszeichnungen auf verschiedenen Filmfestivals gewann.

## Filmografie
- 1991: Doogie Howser, M.D. (Fernsehserie, Folge 3x09: Nichts geht über Lachen, als Schauspielerin)
- 1992: Raumschiff Enterprise – Das nächste Jahrhundert (Star Trek: The Next Generation, Fernsehserie, Folge 5x20: Hochzeit mit Hindernissen, als Schauspielerin)
- 1998: Brooklyn South (Fernsehserie, 2 Folgen, als Associate Producer)
- 1999–2002: Roswell (Fernsehserie, 14 Folgen, als Koproduzentin und Produzentin)
- 2000: Geheimprojekt X – Dem Bösen auf der Spur (Strange World, Fernsehserie, eine Folge, als Koproduzentin)
- 2002: Another Life (Kurzfilm, als Regisseurin und ausführende Produzentin)
- 2003–2006: Las Vegas (Fernsehserie, 68 Folgen, als Koproduzentin)

## Auszeichnungen
- 2002: Manhattan Short Film Festival – Grand Prize für Another Life
- 2002: Seattle Underground Film Festival – Festival Award in der Kategorie „Best Narrative Short“ für Another Life
- 2003: Cleveland International Film Festival – Auszeichnung in der Kategorie „Best Live Action Short Film – Honorable Mention“ für Another Life
- 2003: Santa Monica Film Festival – SM/F2 Award in der Kategorie „Best Dramatic Short Film“ für Another Life (geteilt mit Fueling the Fire)
- 2003: Stony Brook Film Festival – Auszeichnung in der Kategorie „Best Short“ für Another Life
- 2003: WorldFest Houston – Gold Award in der Kategorie „Short Film – Fantasy and Horror“ für Another Life